# Muttaburrasaurus langdoni
Muttaburrasaurus langdoni es la única especie conocida del género extinto Muttaburrasaurus («reptil de Muttaburra», localidad australiana en la que se encontraron restos suyos) de dinosaurio ornitópodo rabdodontomorfo, que vivió a mediados del período Cretácico, hace aproximadamente 112 a 98,6 millones de años, en el Albiense y Cenomaniense, en lo que hoy es Australia. En algunos análisis se ha encontrado que es un miembro de una familia de iguanodontianos, los Rhabdodontidae. Tras Kunbarrasaurus, es el dinosaurio no aviano de Australia mejor conocido a partir de los restos de su esqueleto.

## Descripción

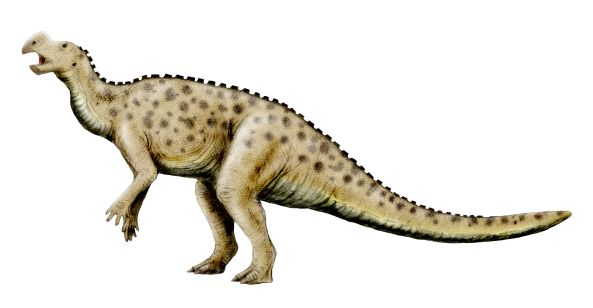
Recreación en vida.

Muttaburrasaurus medía cerca de 8 metros de longitud y pesaba alrededor de 2.8 toneladas. El fémur del holotipo tiene una longitud de 1.015 milímetros.
Se ha debatido si Muttaburrasaurus era realmente capaz de desplazarse de forma cuadrúpeda; originalmente se pensaba que era un "iguanodóntido", aunque los estudios posteriores han indicado que está relacionado con los rabdodóntidos. Los ornitópodos de una posición evolutiva tan basal eran incapaces de moverse a cuatro patas. Aunque Ralph Molnar reconstruyó originalmente a Muttaburrasaurus con una púa en su pulgar como en Iguanodon, más tarde dudó de que esa estructura estuviera presente. El pie era largo y ancho, con cuatro dedos.
El cráneo de Muttaburrasaurus era relativamente aplanado, con un aspecto triangular al ser visto desde arriba; la parte posterior de la cabeza es ancha pero el hocico es estrecho. El hocico incluye un hueso nasal muy agrandado, hueco y en forma de domo que se puede haber usado para producir llamadas distintivas o para realizar exhibiciones. Sin embargo, ya que no se han hallado tejidos blandos nasales fosilizados, esto permanece como una conjetura. La así llamada bulla nasalis era más corta en el más antiguo Muttaburrasaurus sp., como se aprecia en el cráneo Dunluce. La sección superior de labulla del holotipo no se preservó, pero al menos el segundo cráneo si tiene un perfil redondeado.

## Descubrimiento e investigación

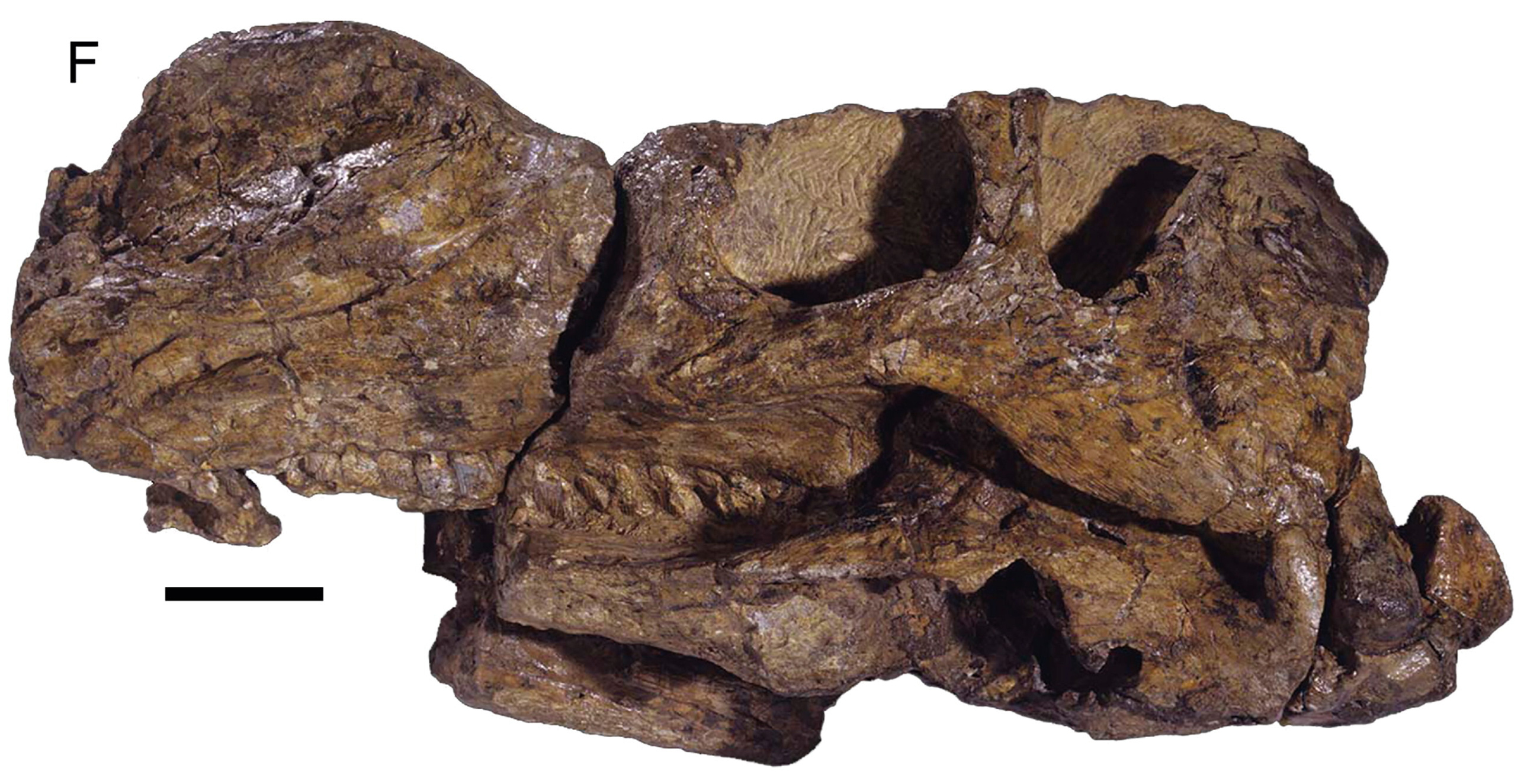
Cráneo holotipo. (La barra de escala equivale a 10 cm.)

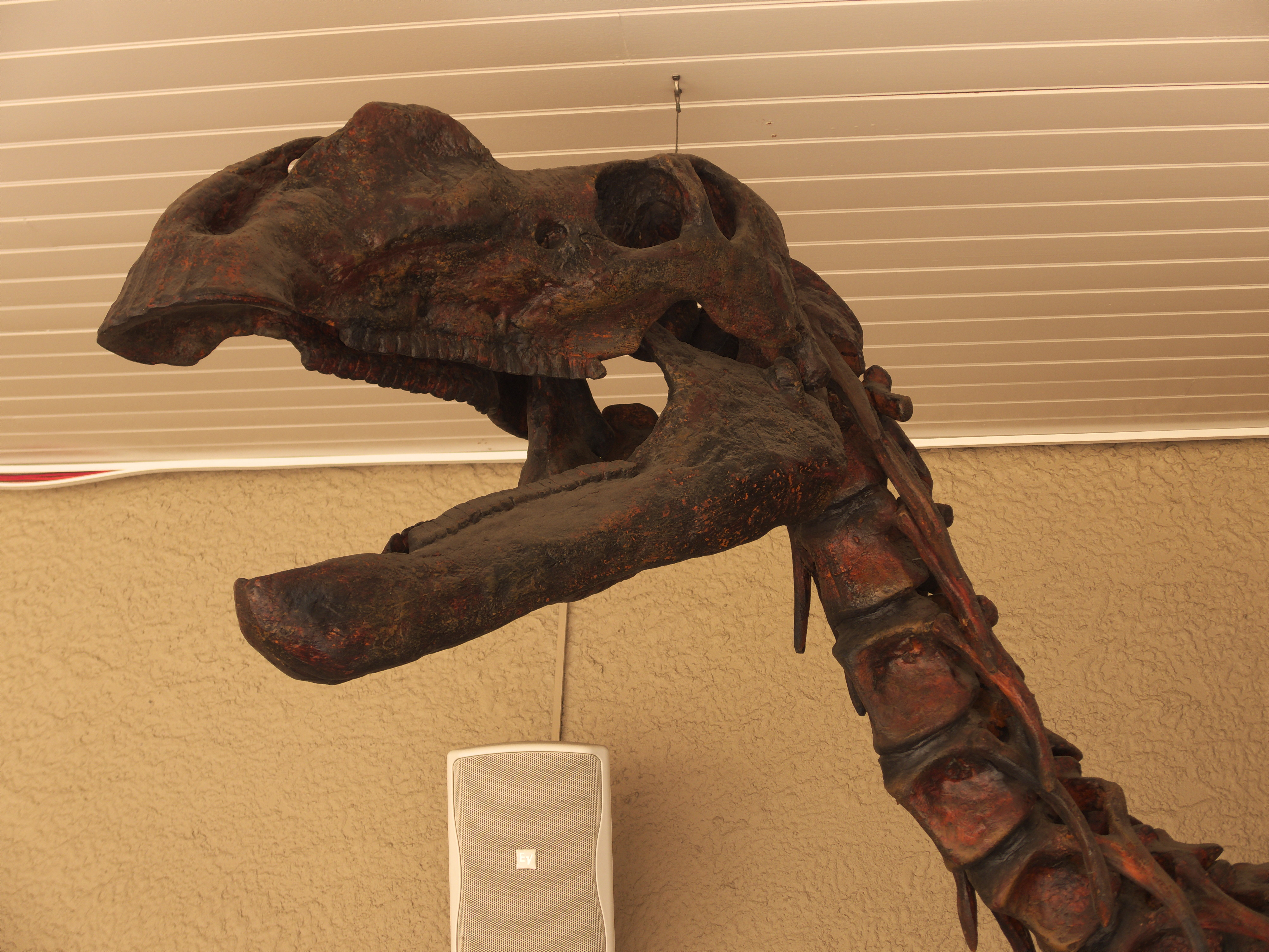
Cráneo restaurado en el Museo y Galería de Arte de Tasmania, Hobart.

La especie tipo fue descrita inicialmente a partir de un esqueleto parcial hallado por el granjero Doug Langdon en 1963 en Rosebery Downs Station, al lado del río Thomson cerca de Muttaburra, en Queensland, Australia, el sitio que proporcionó el nombre del género de la criatura. Los restos fueron recolectados por el paleontólogo Dr. Alan Bartholomai y el entomólogo Edward Dahms. Tras una larga preparación de los fósiles, fue nombrado en 1981 por Bartholomai y Ralph Molnar, quienes honraron a su descubridor con el nombre de la especie langdoni.
El holotipo, espécimen QM F6140 fue encontrado en estratos de la Formación Mackunda la cual data de la épocas del Albiense al Cenomaniense. Consiste de un esqueleto con cráneo y mandíbulas. Se preservaron la parte inferior del cráneo y la parte posterior de la mandíbula, numerosas vértebras, partes de la pelvis, y partes de las extremidades delanteras y traseras.
Se han descubierto algunos dientes más al norte, cerca de Hughenden, y al sur en Lightning Ridge, al noroeste de Nueva Gales del Sur. En Lightning Ridge también se encontraron dientes opalizados y una escápula que pueden ser de Muttaburrasaurus. Un cráneo, conocido como el "cráneo de Dunluce", espécimen QM F14921, fue descubierto por John Stewart-Moore y el adolescente de 14 años Robert Walker en Dunluce Station, entre Hughenden y Richmond en 1987. Este proviene de las capas más antiguas de la lutita de la Formación Allaru y fue considerado por Molnar como una especie separada y aún sin nombrar, Muttaburrasaurus sp. Esta misma área ha producido dos esqueletos fragmentarios en 1989. Además hay huesos y dientes aislados hallados en Iona Station al sureste de Hughenden.
Réplicas del esqueleto reconstruido de Muttaburrasaurus, patrocinadas por Kellogg Company, se han expuesto en varios museos, incluyendo el Museo de Queensland, el Centro Flinders Discovery y el Museo Nacional del Dinosaurio en Australia.

## Clasificación
Molnar asignó originalmente a Muttaburrasaurus a la familia Iguanodontidae. Otros autores sugirieron incluirlo en grupos de euornitópodos más basales como los Camptosauridae, Dryosauridae o Hypsilophodontidae. Los estudios hechos por Andrew McDonald indican que se ubica en los Rhabdodontidae. Un análisis publicado en 2016 basado en la morfología excluyó a Muttaburrasaurus de los rabdodóntidos, aunque aún seguiría siendo un taxón cercanamente relacionado con estos. De esta forma se nombró a un nuevo clado, Rhabdodontomorpha para abarcar a este grupo más amplio.

### Filogenia
El siguiente cladograma sigue el análisis de Dieudonné et al. (2016).
|  | Anabisetia                                                   |
|  |                                                              |
|  | \| \| Tenontosaurus \| \| \| \| \| \| Dryomorpha \| \| \| \| |
|  |                                                              |
|  | Tenontosaurus                                                |
|  |                                                              |
|  | Dryomorpha                                                   |
|  |                                                              |

|  | Tenontosaurus |
|  |               |
|  | Dryomorpha    |
|  |               |

|  | Mochlodon                                              |
|  |                                                        |
|  | \| \| Rhabdodon \| \| \| \| \| \| Zalmoxes \| \| \| \| |
|  |                                                        |
|  | Rhabdodon                                              |
|  |                                                        |
|  | Zalmoxes                                               |
|  |                                                        |

|  | Rhabdodon |
|  |           |
|  | Zalmoxes  |
|  |           |

|  | Mochlodon                                              |
|  |                                                        |
|  | \| \| Rhabdodon \| \| \| \| \| \| Zalmoxes \| \| \| \| |
|  |                                                        |
|  | Rhabdodon                                              |
|  |                                                        |
|  | Zalmoxes                                               |
|  |                                                        |

|  | Rhabdodon |
|  |           |
|  | Zalmoxes  |
|  |           |

|  | Mochlodon                                              |
|  |                                                        |
|  | \| \| Rhabdodon \| \| \| \| \| \| Zalmoxes \| \| \| \| |
|  |                                                        |
|  | Rhabdodon                                              |
|  |                                                        |
|  | Zalmoxes                                               |
|  |                                                        |

|  | Rhabdodon |
|  |           |
|  | Zalmoxes  |
|  |           |

|  | Mochlodon                                              |
|  |                                                        |
|  | \| \| Rhabdodon \| \| \| \| \| \| Zalmoxes \| \| \| \| |
|  |                                                        |
|  | Rhabdodon                                              |
|  |                                                        |
|  | Zalmoxes                                               |
|  |                                                        |

|  | Rhabdodon |
|  |           |
|  | Zalmoxes  |
|  |           |

|  | Anabisetia                                                   |
|  |                                                              |
|  | \| \| Tenontosaurus \| \| \| \| \| \| Dryomorpha \| \| \| \| |
|  |                                                              |
|  | Tenontosaurus                                                |
|  |                                                              |
|  | Dryomorpha                                                   |
|  |                                                              |

|  | Tenontosaurus |
|  |               |
|  | Dryomorpha    |
|  |               |

|  | Mochlodon                                              |
|  |                                                        |
|  | \| \| Rhabdodon \| \| \| \| \| \| Zalmoxes \| \| \| \| |
|  |                                                        |
|  | Rhabdodon                                              |
|  |                                                        |
|  | Zalmoxes                                               |
|  |                                                        |

|  | Rhabdodon |
|  |           |
|  | Zalmoxes  |
|  |           |

|  | Mochlodon                                              |
|  |                                                        |
|  | \| \| Rhabdodon \| \| \| \| \| \| Zalmoxes \| \| \| \| |
|  |                                                        |
|  | Rhabdodon                                              |
|  |                                                        |
|  | Zalmoxes                                               |
|  |                                                        |

|  | Rhabdodon |
|  |           |
|  | Zalmoxes  |
|  |           |

|  | Mochlodon                                              |
|  |                                                        |
|  | \| \| Rhabdodon \| \| \| \| \| \| Zalmoxes \| \| \| \| |
|  |                                                        |
|  | Rhabdodon                                              |
|  |                                                        |
|  | Zalmoxes                                               |
|  |                                                        |

|  | Rhabdodon |
|  |           |
|  | Zalmoxes  |
|  |           |

|  | Mochlodon                                              |
|  |                                                        |
|  | \| \| Rhabdodon \| \| \| \| \| \| Zalmoxes \| \| \| \| |
|  |                                                        |
|  | Rhabdodon                                              |
|  |                                                        |
|  | Zalmoxes                                               |
|  |                                                        |

|  | Rhabdodon |
|  |           |
|  | Zalmoxes  |
|  |           |

Tamaño de Muttaburrasaurus comparado con un humano.

Sin embargo, en 2024 Fonseca y colaboradores consideraron que Muttaburrasaurus se sitúa por fuera de Rhabdodontomorpha, y en cambio lo clasificaron como un miembro del clado gondwánico Elasmaria, junto con Fostoria dhimbangunmal.

## Paleobiología

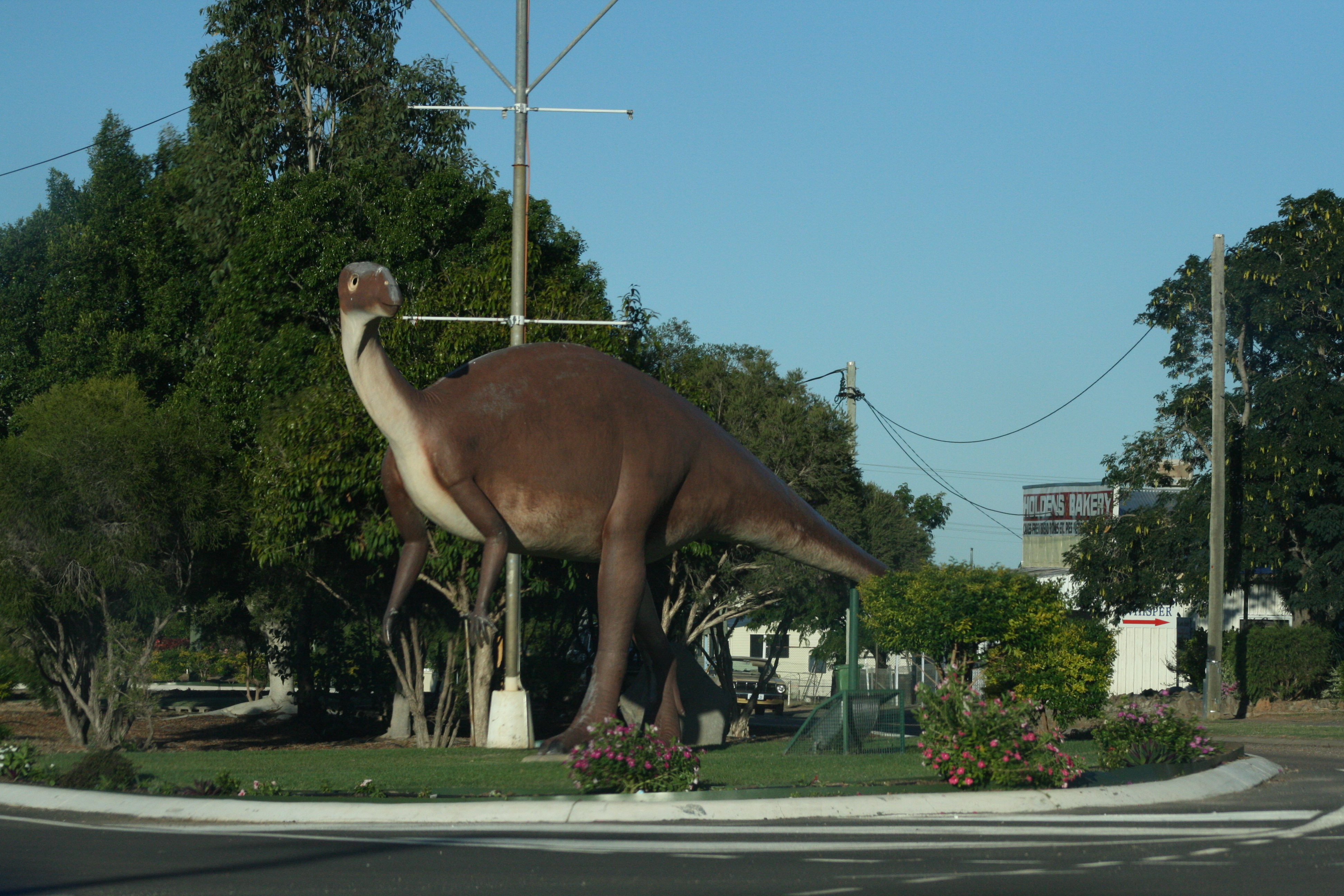
Estatua en Hughenden, en las afueras de Queensland, Australia.

Muttaburrasaurus tenía mandíbulas muy poderosas equipadas con dientes cortantes. Mientras que en las especies de euornitópodos más avanzadas el reemplazo de los dientes alternaba con la generación anterior de dientes para formar una batería dental, en Muttaburrasaurus los dientes crecían directamente unos debajo de otros y solo erupcionaba una generación a la vez, lo cual excluiría un movimiento de masticación. Un rasgo basal adicional es la carencia de una cresta principal en los lados de los dientes, los cuales muestran en cambio once crestas bajas. En 1981 Molnar especuló que estas características indicaban una dieta omnívora, lo que implicaría que Muttaburrasaurus consumía carroña ocasionalmente. En 1995 él cambió de idea, sospechando en cambio que el sistema dental de Muttaburrasaurus es una convergencia evolutiva con los dientes cortantes de los ceratopsios. Esto pudo haber sido una adaptación para alimentarse de vegetación dura como las cícadas.